# Quận Monroe, Arkansas
Quận Monroe là một quận thuộc tiểu bang Arkansas, Hoa Kỳ.
Quận này được đặt tên theo. Theo điều tra dân số của Cục điều tra dân số Hoa Kỳ năm 2010, quận có dân số 8149 người. Quận lỵ đóng ở Clarendon.

## Địa lý
Theo Cục điều tra dân số Hoa Kỳ, quận có diện tích 1.609 km² km2, trong đó có 38 km2 là diện tích mặt nước.